# Hans Thierfelder
Hans Thierfelder (Rostock, 22 de febrero de 1858-Tubinga, 11 de noviembre de 1930) fue un bioquímico y fisiólogo alemán.
Nacido en una familia con tradición de médicos, estudió Medicina en las universidades de Rostock, Tubinga, Heidelberg, Múnich y Friburgo. Fue asistente de Felix Hoppe-Seyler, en Estrasburgo entre 1884 y 1887, uno de los más destacados alumnos del bioquímico alemán junto a Albrecht Kossel y Eugen Baumann. Después de la muerte de Hoppe-Seyler en 1895 se haría cargo de las sucesivas reediciones del manual Felix Hoppe-Seyler's Handbuch der Physiologisch und Pathologisch-Chemischen Analyse für Aerzte und Studierende, publicado por primera vez en 1858. En 1908 sería aceptado como miembro de la Leopoldina y en 1908 obtendría la cátedra de Química fisiológica en la Universidad de Tubinga.